# Susanne Bredehöft

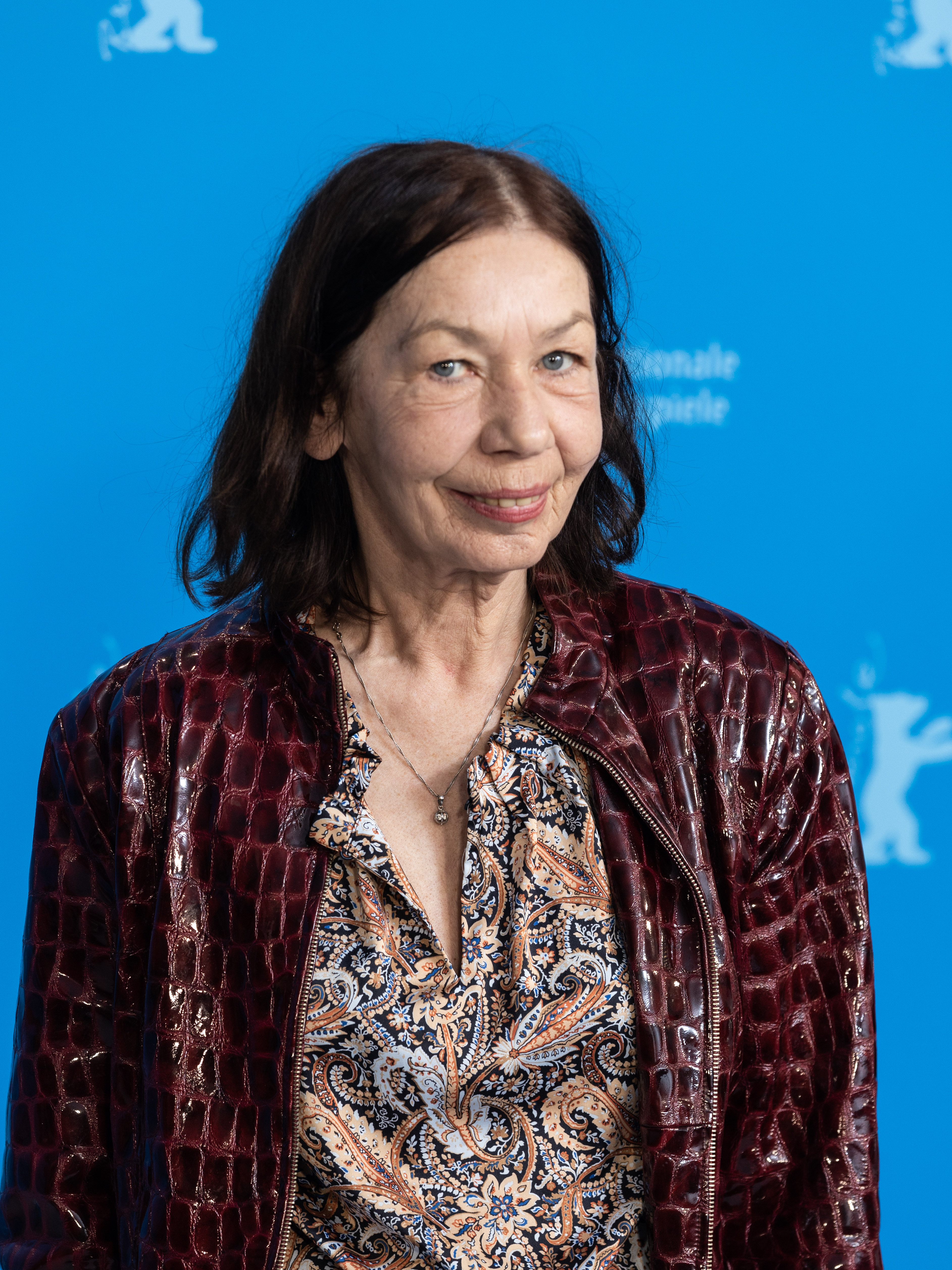
Susanne Bredehöft, Berlinale 2022

Susanne Bredehöft (* 19. Juni 1957 in Köln) ist eine deutsche Schauspielerin.

## Leben
Bredehöft erhielt ihre Schauspielausbildung von 1977 bis 1981 an der Westfälischen Schauspielschule in Bochum. In der Folgezeit gehörte sie zu den Ensembles des Rheinischen Landestheaters Neuss und des Stadttheaters Oberhausen; daneben trat sie in Gastrollen an den Stadttheatern von Köln und Stuttgart sowie an der Oper Wuppertal auf. Von 2003 bis 2013 gehörte sie dem Schauspiel-Ensemble des Theaters Bonn an.
Neben ihrer Bühnentätigkeit wirkte Susanne Bredehöft in einer Reihe von Film- und Fernsehproduktionen mit, darunter Christoph Schlingensiefs Mutters Maske, Das deutsche Kettensägenmassaker und Terror 2000, Tom Tykwers Der Krieger und die Kaiserin und Helge Schneiders Jazzclub – Der frühe Vogel fängt den Wurm.

## Filmografie
- 1979: Uns reicht das nicht
- 1984: Kassensturz (Kino)
- 1986: Detektivbüro Roth (Fernsehserie, Folge Rosstäuschertricks)
- 1987: Schloß & Siegel (Kino)
- 1988: Mutters Maske (Kino)
- 1990: Das deutsche Kettensägenmassaker (Kino)
- 1993: Domenica (Kino)
- 1994: Terror 2000 – Intensivstation Deutschland (Kino)
- 1994: Tod eines Weltstars
- 1996: United Trash (Kino)
- 1997: Stadtklinik (Fernsehserie, Folge Die Kränkung)
- 1998: Die Mädchenfalle – Der Tod kommt online
- 2000: Der Krieger und die Kaiserin (Kino)
- 2000, 2005: Der Fahnder (Fernsehserie, verschiedene Rollen, 2 Folgen)
- 2000: Schimanski – Tödliche Liebe (Fernsehreihe)
- 2000–2003: Verbotene Liebe (Fernsehserie, 5 Folgen)
- 2003: Tatort – Bermuda (Fernsehreihe)
- 2003: SK Kölsch (Fernsehserie, Folge Von Männern und Maschinen)
- 2004: Freakstars 3000 (Kino)
- 2004: Jazzclub – Der frühe Vogel fängt den Wurm (Kino)
- 2004: Edelweißpiraten (Kino)
- 2004: Superwelly (Kurzfilm)
- 2005: Schimanski – Sünde
- 2005: Der Elefant – Mord verjährt nie (Fernsehserie, Folge Das Geheimnis der „MS Katharina“)
- 2006: Die Wache (Fernsehserie, Folge Bauernsterben)
- 2006: Der Junge in der Waschmaschine (Kurzfilm)
- 2007: Der Letzte macht das Licht aus! (Kino)
- 2007: Teufelsbraten
- 2008: Die Entdeckung der Currywurst (Kino)
- 2013: Heiter bis tödlich: Zwischen den Zeilen (Fernsehserie, Folge Homeshopping brutal)
- 2014: Top Girl oder La déformation professionnelle (Kino)
- 2014: Kill Me with a Kiss (Kurzfilm)
- 2016: Tempel (Fernsehserie, Folge Nur ein Kampf)
- 2017: Fikkefuchs (Kino)
- 2017: Schuld (Fernsehserie, Folge Familie)
- 2018: Teufelsmoor
- 2018: jerks.  (Fernsehserie, Folge Elternhaus)
- 2019: Beck is back! (Fernsehserie, Folge Pro Bono)
- 2018: Adam und Evelyn
- 2019: Lara
- 2019: Morden im Norden (Fernsehserie, Folge Falsche Dosis)
- 2020: Viele Kühe und ein schwarzes Schaf
- 2020: Exil
- 2020: Die Heiland – Wir sind Anwalt (Fernsehserie, Folge Unter die Haut)
- 2021: Tatort: Rettung so nah
- 2021: SOKO Leipzig (Fernsehserie, Folge Bis aufs Blut)
- 2021: Polizeiruf 110: Sabine
- 2022: Grand Jeté
- 2022: Gewalten
- 2022: Zum Tod meiner Mutter
- 2022: Grand Jeté
- 2023, 2024: SOKO Köln (Fernsehserie, Folgen Make Dünnwald Great Again, Der Sturm op et Rodhuus)
- seit 2023: Miss Merkel – Ein Uckermark-Krimi (Fernsehfilmreihe)
  - 2023: Mord im Schloss
  - 2024: Mord auf dem Friedhof
- 2023: Tatort: Des anderen Last
- 2024: Mandat für Mai (Fernsehserie)
- 2024: Die Eifelpraxis – Wann, wenn nicht jetzt

## Zusätzliche Quellen
Biographie auf der DVD von Helge Schneiders Jazzclub – Der frühe Vogel fängt den Wurm
| Personendaten    | Personendaten                                         |
| ---------------- | ----------------------------------------------------- |
| NAME             | Bredehöft, Susanne                                    |
| KURZBESCHREIBUNG | deutsche Schauspielerin und Schauspiellehrerin        |
| GEBURTSDATUM     | 19. Juni 1957                                         |
| GEBURTSORT       | Köln, Nordrhein-Westfalen, Bundesrepublik Deutschland |